# Championnats du monde de cross-country 2004
Navigation
Édition précédente Édition suivante
Les 32e Championnats du monde de cross-country IAAF  se sont déroulés les 19 et 20 mars 2004 à Bruxelles en Belgique.

## Parcours
- 12 km – Cross long hommes
- 4 km – Cross court hommes
- 8 km – Course junior hommes
- 8 km – Cross long femmes
- 4 km – Cross court femmes
- 6 km – Course junior femmes

## Résultats

### Cross long hommes

#### Individuel
| Place              | Athlète                     | Pays     | Temps |
| ------------------ | --------------------------- | -------- | ----- |
| Médaille d'or      | Kenenisa Bekele             | Éthiopie | 35:52 |
| Médaille d'argent  | Gebre-egziabher Gebremariam | Éthiopie | 36:10 |
| Médaille de bronze | Sileshi Sihine              | Éthiopie | 36:11 |
| 4                  | Eliud Kipchoge              | Kenya    | 36:34 |
| 5                  | Charles Kamathi             | Kenya    | 36:36 |
| 6                  | Zersenay Tadesse            | Érythrée | 36:37 |
| 7                  | Fabiano Joseph              | Tanzanie | 36:49 |
| 8                  | Yibeltal Admassu            | Éthiopie | 36:52 |
| 9                  | Yonas Kifle                 | Érythrée | 36:53 |
| 10                 | Wilberforce Talel           | Kenya    | 37:01 |

#### Équipes
| Médaille | Athlètes                                                                                                 | Points |
| Or       | Éthiopie Kenenisa Bekele (1e) Gebre-egziabher Gebremariam (2e) Sileshi Sihine (3e) Yibeltal Admassu (8e) | 14 pts |
| Argent   | Kenya Eliud Kipchoge (4e) Charles Kamathi (5e) Wilberforce Talel (10e) John Cheruiyot Korir (11e)        | 30 pts |
| Bronze   | Érythrée Zersenay Tadesse (6e) Yonas Kifle (9e) Tesfayohannes Mesfen (22e) Samson Kiflemariam (29e)      | 66 pts |

### Cross Court Hommes

#### Individuel
| Médaille | Athlète                           | Temps       |
| Or       | Kenenisa Bekele (ETH)             | 11 min 31 s |
| Argent   | Gebre-egziabher Gebremariam (ETH) | 11 min 36 s |
| Bronze   | Terefe Maregu (ETH)               | 11 min 42 s |

#### Équipes
| Médaille | Athlètes | Points |
| Or       | Éthiopie Kenenisa Bekele (1e) Gebre-egziabher Gebremariam (2e) Terefe Maregu (3e) Dejene Birhanu (11e)                   | 17 pts |
| Argent   | Qatar Abdullah Ahmad Hassan (4e) Saif Saaeed Shaheen (5e) Sultan Khamis Zaman (8e) Abdulaziz Abdelrahman Al-Ameeri (22e) | 39 pts |
| Bronze   | Kenya Eliud Kirui (6e) Isaac Kiprono Songok (7e) Abraham Chebii (19e) Kiplimo Muneria (20e)                              | 52 pts |

### Course juniors hommes

#### Individuel
| Médaille | Athlète               | Temps       |
| Or       | Meba Tadesse (ETH)    | 24 min 01 s |
| Argent   | Boniface Kiprop (UGA) | 24 min 03 s |
| Bronze   | Ernest Kimeli (KEN)   | 24 min 16 s |

#### Équipes
| Médaille | Athlètes | Points |
| Or       | Kenya    | 20 pts |
| Argent   | Éthiopie | 25 pts |
| Bronze   | Ouganda  | 33 pts |

### Cross long femmes

#### Individuel
| Médaille | Athlète                | Temps       |
| Or       | Benita Johnson (AUS)   | 27 min 17 s |
| Argent   | Ejegayehu Dibaba (ETH) | 27 min 29 s |
| Bronze   | Werknesh Kidane (ETH)  | 27 min 34 s |

#### Équipes
| Médaille | Athlètes                                                                                  | Points |
| Or       | Éthiopie Ejegayehu Dibaba (2e) Werknesh Kidane (3e) Teyba Erkesso (5e) Derartu Tulu (16e) | 26 pts |
| Argent   | Kenya Alice Timbilil (4e) Eunice Jepkorir (7e) Fridah Domongole (9e) Sally Barsosio (10e) | 30 pts |
| Bronze   | Royaume-Uni Kathy Butler (11e) Liz Yelling (13e) Louise Damen (22e) Natalie Harvey (28e)  | 74 pts |

### Cross Court Femmes

#### Individuel
| Médaille | Athlète               | Temps       |
| Or       | Edith Masai (KEN)     | 13 min 07 s |
| Argent   | Tirunesh Dibaba (ETH) | 13 min 09 s |
| Bronze   | Teyba Erkesso (ETH)   | 13 min 11 s |

#### Équipes
| Médaille | Athlètes                                                                                      | Points |
| Or       | Éthiopie Tirunesh Dibaba (2e) Teyba Erkesso (3e) Werknesh Kidane (4e) Ejegayehu Dibaba (10e)  | 19 pts |
| Argent   | Kenya Edith Masai (1e) Isabella Ochichi (5e) Peninah Jepchumba (7e) Vivian Cheruiyot (8e)     | 21 pts |
| Bronze   | Canada Émilie Mondor (13e) Carmen Douma-Hussar (17e) Malindi Elmore (22e) Tina Connelly (35e) | 87 pts |

### Cross Junior Femmes

#### Individuel
| Médaille | Athlète                | Temps       |
| Or       | Meselech Melkamu (ETH) | 20 min 48 s |
| Argent   | Aziza Aliyu (ETH)      | 20 min 53 s |
| Bronze   | Mestawat Tadesse (ETH) | 20 min 56 s |

#### Équipes
| Médaille | Athlètes | Points |
| Or       | Éthiopie | 10 pts |
| Silver   | Kenya    | 36 pts |
| Bronze   | Japon    | 67 pts |